# شركة وكالة الخليج

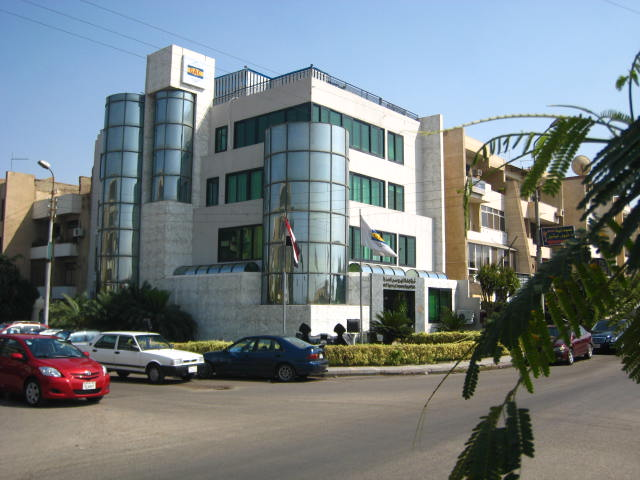
مكتب للشركة في القاهرة

شركة وكالة الخليج (Gulf Agency Logistics واختصارا GAC) شركة لوجستية أسسها رائد أعمال سويدي في الكويت سنة 1956م، لها فروع في مصر ودول خليجية عدة.